# العركيين
العركيين هي قرية صغيرة تقع على ضفاف نهر النيل الأزرق في ولاية سنار في السودان. تنتمي المنطقة إلى قبيلة العركيين التى لها كان تاريخ طويل في السودان واثيوبيا وترتبط بالتصوف والطريقة القادرية.
تضم العديد من المعالم البارزة، حيث يقع في جنوبها ضريح (الشيخ عمر ود علي) وخزان سنار الذي أنشئ عام 1925م وشرقاً (تفتيش الشقلات ) وشمالاً (كبري طوكر) وغرباً نهر النيل الازرق و تقدر مساحتها ب حوالي
401كلم/م. يمارس سكانها الكثير من النشاطات منها الزراعية والرعوية والتجارية والثقافية. وتعتبر الأرض الخصبة في شرق سنار عاملاً رئيسيا في انتشار المشاريع الزراعية ، حيث تزرع فيها مساحات واسعة بالرى والأمطار .فيها العديد من الخدمات مثل مركز صحي ، وتسعة مساجد وملعب كرة القدم (ود هاشم) وبرج شبكة.
لا توجد إحصائيات دقيقة متاحة لعدد السكان المحليين، ولكنها جزء من محلية شرق سنار . التى تبلغ مساحتها 2670 كيلو متر مربع ، والتى تشمل مناطق أخرى مثل ود العباس ، و ود تكتوك . وتربطها مع مع سنار المدينة علاقة قوية إذ تعتمد القرية على المرافق والخدمات المتاحة في سنار مثل مستشفى سنار التخصصي ، وسوق سنار الكبير . كما لها روابط تاريخية وثقافية مع عاصمة السلطنة الزرقاء القديمة 